# Juzefa Makūnaitė
Juzefa Makūnaitė, coniugata Svetikienė e, successivamente, Žindulienė (Kaunas, 17 marzo 1920 – Kaunas, 26 luglio 2003), è stata una cestista lituana.

## Carriera
Con la Lituania ha disputato i Campionati europei del 1938.